# Alex Cassiers
Alex Cassiers (Antwerpen, 26 juni 1936 – Zellik, 1 september 2012) was een Vlaams acteur en oom van acteur Maurice Cassiers.

## Biografie
Cassiers is afgestudeerd aan het Conservatorium van Antwerpen in 1962 als leerling van Gella Allaert en Lea Daan. Hij was verbonden aan de KVS in Brussel van 1963 tot 1995 waar hij vele stukken heeft gespeeld aan de zijde van Nand Buyl, Chris Lomme, Senne Rouffaer en Yvonne Lex. Hij heeft er onder andere de Vlaamse versie van Blauw Blauw van Hugo Claus gecreëerd.
Het grote publiek heeft hem leren kennen in BRT-jeugdfeuilletons als Kapitein Zeppos, Axel Nort en Johan en de Alverman waarin hij de rol van Guy de Sénancourt heeft vertolkt. Later is hij vaak verschenen op de openbare omroep in series als De Collega's en De Kolderbrigade.
Na de komst van de commerciële zender VTM was hij ook daar vaak te zien en behoorde hij onder andere tot de cast van de reeksen Ons Geluk en Pa heeft een lief. Een van zijn laatste rollen voor televisie was die van Theo Vertongen, de vader van Marcske in F.C. De Kampioenen.
Naast acteur was Alex Cassiers ook docent woord aan de Hoofdstedelijke Academie voor Muziek, Woord en Dans van de stad Brussel, hij was lid van de provinciale toneeljury en regisseerde regelmatig toneelkringen in Vlaams-Brabant.

## Filmografie
- Kapitein Zeppos (1964/68) Clovis
- Johan en de Alverman (1965/66) Guy de Sénancourt
- Axel Nort (1966/67) Meck
- Magister Maesius (1974) Kapitein Capuyt
- De Collega's (1978-81)
- De kolderbrigade (1980) Oscar
- Ons Geluk (1995/96) Benoît
- Pa heeft een lief (2000) Emiel Koeckelenberg
- F.C. De Kampioenen (1997-2010) Theo Vertongen

## Privé
Alex Cassiers was een van de grondleggers van de Brusselse homobeweging en medeoprichter van De Babbelkroeg. Ook op latere leeftijd bleef hij voorvechter voor holebirechten met de Brusselse Holebi Senioren. Sinds 2003 ondersteunde Cassiers de partij Groen. Hij stond op de lokale lijst in Asse en de lijsten voor de provincieraad en het Vlaams Parlement.

## Overlijden
Cassiers is onverwachts overleden op 1 september 2012, wellicht aan de gevolgen van een hart- of herseninfarct.